# Omikmuktusuk River
Der Omikmuktusuk River ist ein etwa 85 km langer rechter Nebenfluss des Kaolak River im Bereich der North Slope im Nordwesten des US-Bundesstaats Alaska.

## Flusslauf
Der Omikmuktusuk River entspringt 126 km südlich von Wainwright in einem niedrigen Höhenrücken östlich des Utukok River auf einer Höhe von etwa 140 m. Der Omikmuktusuk River fließt anfangs in nordnordöstlicher Richtung durch die Tundralandschaft der arktischen Küstenebene. Bei Flusskilometer 43 wendet sich der Fluss nach Norden, ab Flusskilometer 24 wendet er sich allmählich nach Nordwesten und mündet schließlich rechtsseitig in den Kaolak River.

## Einzugsgebiet
Der Omikmuktusuk River entwässert ein Areal von etwa 690 km². Das Einzugsgebiet reicht im Süden bis wenige Meter an den Mittellauf des Utukok River heran. Ein niedriger Höhenrücken bildet entlang des rechten Flussufers des Utukok River die Wasserscheide. Das Einzugsgebiet des Omikmuktusuk River grenzt im Osten an das des Ketik River, im Süden an das des Utukok River sowie im Westen an das des Kaolak River. Das Einzugsgebiet des Omikmuktusuk River liegt vollständig innerhalb der National Petroleum Reserve in Alaska.

## Namensgebung
Der aus der Eskimo-Sprache stammende Flussname wurde 1956 von T. E. Taylor vom U.S. Geological Survey (USGS) gemeldet.